# Staubbindeverfahren
Als Staubbindeverfahren bezeichnet man im Bergbau eine Maßnahme, die zur Bekämpfung von abgelagertem explosionsgefährlichem Kohlenstaub dient. Bei diesem Verfahren werden stark hygroskopische Salze zur Staubbindung verwendet. Das Verfahren wurde in den 1960er Jahren im deutschen Steinkohlenbergbau eingeführt.

## Grundlagen
Bei der Gewinnung von Steinkohlen und durch tektonische Kräfte wird die Kohle teilweise auch in feinste Kohlenteilchen zerteilt, die zum Teil kleiner als fünf Mikron sind. Sie sind aufgrund ihrer geringen Größe flugfähig und werden durch die Streckenförderung in den Grubenbauen verteilt, wo sie sich ablagern. Da Kohlenstaub hydrophob ist, schwimmen die Staubpartikel auf Wasser und bleiben deshalb flugfähig. Unter bestimmten Voraussetzungen kann dieser feine Kohlenstaub zu einer Kohlenstaubexplosion führen. Um dieses zu verhindern, werden die Kohlenteilchen mit hygroskopischen Calcium- und Magnesium-Salzen bedeckt oder eingesprüht. Diese Salze können in Form von Pulver, Salzschuppen oder Lösung ausgebracht werden. Damit der Kohlenstaub auch absinkt und somit von dem Salz überdeckt wird, wird den Salzen ein Netzmittel beigemischt, durch welches die Oberflächenspannung gesenkt wird. Wie wirksam der Staub durch die Staubbindemittel gebunden werden kann hängt von der Kohlenart, der Korngröße, dem Bergeanteil und der Staubmenge ab. Pro Quadratmeter können täglich bis zu 200 Gramm an Staubmasse gebunden werden. Mit dem Verfahren wird neben dem bereits vorhandenen und abgelagerten Staub auch der Schwebestaub aus den Wettern gebunden. Die Wirksamkeit und die Wirkungsdauer der Salze auf flugfähigen Kohlenstaub wurden in den 1960er Jahren untersucht. Es wurden zwei Verfahren entwickelt, das Pulververfahren und das Pastenverfahren. Nachteilig bei beiden Verfahren ist die Aggressivität der Salze. So werden Gegenstände aus Stahl, insbesondere der Streckenausbau und die Förderanlagen, stark korrosiv angegriffen. An elektrischen Anlagen können die Salze großen Schaden anrichten.

## Das Pulververfahren
Beim Pulververfahren wird Calciumchloridpulver in den zu behandelnden Grubenbauen verteilt. Das Calciumchlorid ist feinkörnig und mit einem Netzmittel vermischt. Es wird in Säcken in die Grube gefördert, jeder der Säcke hat ein Gewicht von 30 Kilogramm. Es gibt auch Großgebinde mit einem Inhalt von 800 Kilogramm. Um das Pulver in den zu behandelnden Grubenbauen verteilen zu können, wird es mit einem kleinen Blasgerät verteilt. Hierbei wird es mit einer druckluftbetriebenen Düse aus dem Sack gesaugt. Anschließend wird das Pulver mittels eines Auftragsschlauchs im Grubenbau verblasen. Aufgrund seiner großen Oberfläche haftet das Pulver gut an den Stößen und auch gut an der Firste. Das Salz nimmt die in den Wettern befindliche Feuchtigkeit sehr schnell auf. Es wird dadurch schnell in Lösung gebracht. Auf der Sohle wird das Salz mit einer Schaufel aufgebracht. Nachteilig ist bei diesem Verfahren der hohe Schichtenaufwand, der zum Ausbringen des Salzes erforderlich ist. Auch ist das Salz gewerbehygienisch bedenklich und führt bei den Bergleuten zu Belästigungen.

## Das Pastenverfahren
Beim Pastenverfahren wird aus Wasser und Calciumchlorid oder Magnesiumchlorid eine wässrige Lösung erzeugt. Diese Lösungen haben einen Salzgehalt bei Calciumchlorid von 28 Prozent, und bei Magnesiumchlorid von 20 Prozent. Den Lösungen wird ein Netzmittel beigemischt. Diese Salzpasten können die bis zu 1,6-fache Menge an Kohlenstaub binden. Die Lösung wird über Tage angemischt und wurde in den Anfangsjahren mittels umgebauter Förderwagen bis zu einer zentralen Pumpstation gefördert. Von dort wurde die fertig gemischte Lösung über die Pumpenstation bis zu den jeweiligen Grubenbauen gepumpt. Heute wird die gesamte Grube über eine zentrale, übertägige Pumpenstation versorgt. Hierfür wird die Staubbindepaste über Rohrleitungen und Schläuche bis vor Ort gebracht. Die verwendeten Hochdruckleitungen haben einen Nenndurchmesser von bis zu 80 Millimetern. Aufgrund des statische Druckes, der in der Schachtleitung entsteht, lassen sich 1,5 Kilometer weit entfernte Betriebspunkte ohne Pumpe versorgen. Zur Versorgung entlegener Betriebspunkte werden automatische Hochdruckpumpen zwischengeschaltet, die einen Betriebsdruck von bis zu 300 bar erzeugen. Dadurch ist es möglich, die Paste über mehrere Kilometer zu fördern. Bei der zentralen Versorgung von über Tage sind die Spezialwagen überflüssig. In den zu behandelnden Orten wird die Paste mithilfe einer Membranpumpe und eines Spritzgerätes auf die Stöße und die Firste aufgespritzt. Die Sohle wird bei diesem Verfahren entweder mit der Salzlösung behandelt oder mit Calciumchloridschuppen bestreut. Bei der Anwendung des Verfahrens in größeren Teufen werden die Lösungen bis auf den Sättigungsgrad von maximal 33 Prozent angereichert. Dies ist erforderlich, da bei größeren Teufen die relative Luftfeuchtigkeit abnimmt. Zwar kostet die in dieser Konzentration angemischte Lösung etwas mehr, die staubbindende Wirkung der Paste hält aber auch um bis zu 80 Prozent länger an.